# Carl Czechtitzki
Carl Czechtitzki (1759 in Trautenau, Böhmen – 14. Juli 1813 in Prag) war ein österreichischer Theaterschauspieler und Dramatiker.

## Leben
Czechtitzki betrat als achtzehnjähriger Jüngling in Linz zum ersten Mal die Bühne. Er debütierte als „Graf Treuberg“ im gleichnamigen fünfaktigen Trauerspiel, das ihn selber zum Verfasser hatte.
Nach zweijährigem Verbleiben daselbst ging er an das Augsburger Theater (Direktion Rößli), wo es ihm bereits gelang, die Aufmerksamkeit des Publikums zu erregen.
Am 9. Dezember 1782 trat er als „Hamlet“ am Nationaltheater zu Berlin auf und wurde engagiert. Nach einjährigem Verbleiben an dieser Bühne trat er am 25. April 1783 in den Verband des Petersburger Theaters, und vor dort folgte er 1875 einem Rufe nach Königsberg (Direktion Scholz). Hier gelang es dem Künstler sich in kürzester Zeit zum Liebling des Publikums aufzuschwingen und waren es besonders die Rollen „Hamlet“, „Franz Moor“, „Marinelli“ und „Tellheim“, in denen er glänzte und besondere Aufmerksamkeit erregte.
1787 kehrte er nach glücklich absolviertem Gastspiel in Hamburg ans Berliner Nationaltheater zurück. Dies war sein letztes fixes Engagement, denn 1795 verließ er die Bühne und zog es vor, in Badeorten, auf Messen, während der Jahrmärkte zu "gastieren".
Das letzt erwähnenswerte Gastspiel absolvierte er 1808 in Prag („Essex“, „Hamlet“, „Philipp Brock“ und „Beaumarchais“).
Czechtitzki, der durch geistige und körperliche Vorzüge von der Natur besonders ausgezeichnet war, und zu den bedeutendsten Schauspielern seiner Zeit gezählt werden muss, sank in den letzten Lebensjahren von Stufe zu Stufe. Zuletzt waren es nur seine schönen, bestechenden Mittel und sein Temperament, welche ihn nicht untergehen ließen. In seiner besten Zeit hatte er selbst den Vergleich mit Ferdinand Fleck nicht zu scheuen und soll das Zusammenspielen dieser beiden Künstler z. B. in Prag (Fleck als „Karl“, Czechtitzki als „Franz“) zu den vollendetsten Kunstgenüssen gezählt haben.
Zu beklagen ist es, dass ein solch hervorragendes Talent seinen Ausschweifungen erliegen musste. Hätte er wohlmeinenden Freunden rechtzeitig Gehör geschenkt, sein Name wäre bis in unsere Tage unvergessen geblieben.
An Leib und Seele krank, starb er am 14. Juli 1813 in Prag.
Czechtitzki war mit der Schauspielerin Therese Rosenberg in deren dritter Ehe verheiratet.

## Werke
- 1777: Graf Treuberg